# Dzmitryj Bryczak
Dzmitryj Alehawicz Bryczak (biał. Дзмітрый Алегавіч Брічак, ros. Дмитрий Олегович Бричак; ur. 14 października 1991) – białoruski zapaśnik walczący w stylu klasycznym. Zajął dziewiętnaste miejsce na mistrzostwach Europy w 2019. Dziewiąty na Uniwersjadzie w 2013. Drugi na akademickich MŚ w 2012 roku.